# Gigantismo abisal

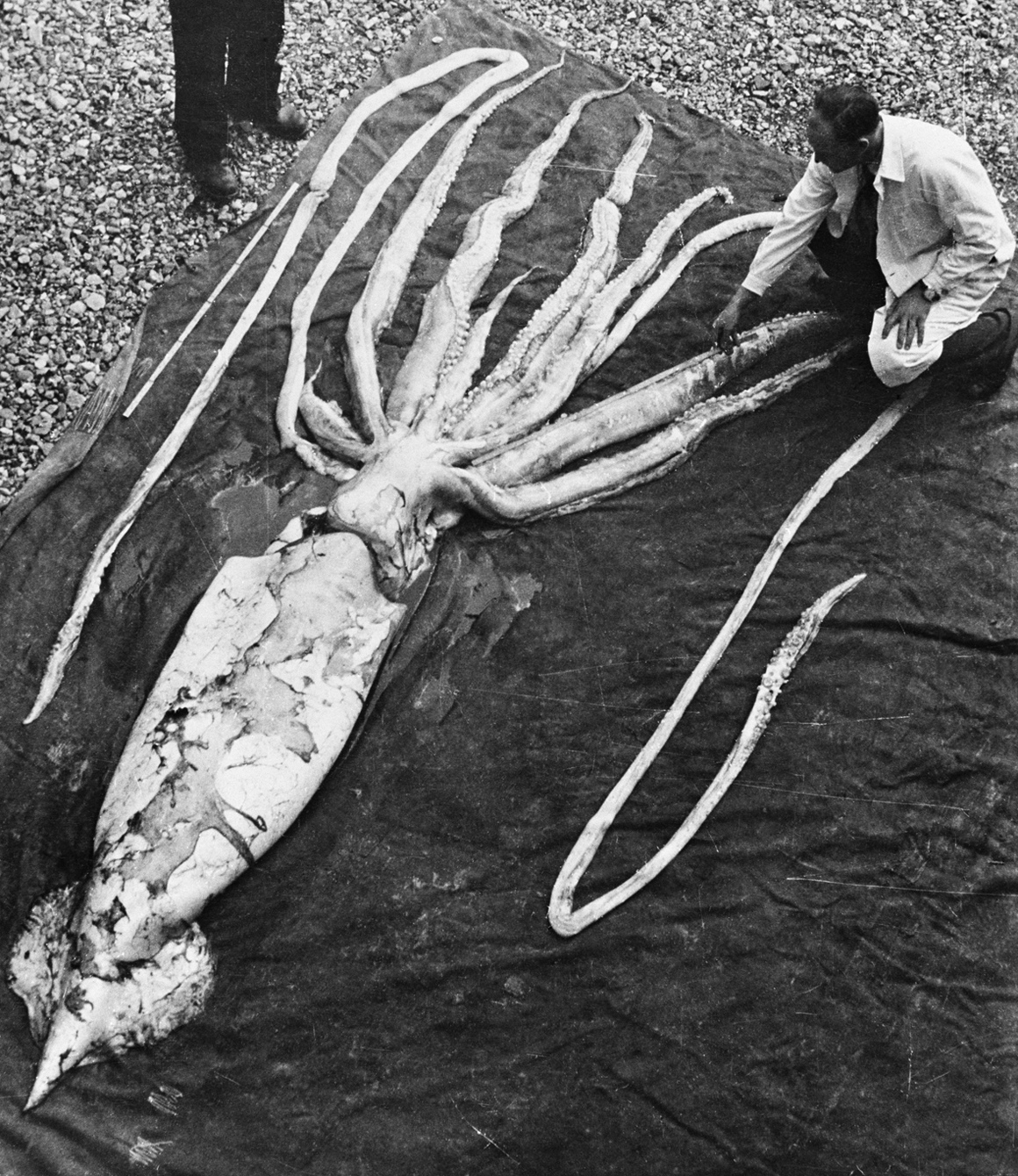
Calamar gigante, un ejemplo clásico de gigantismo abisal.

El gigantismo abisal es un proceso evolutivo en el cual ciertas especies de invertebrados y otros animales marinos que habitan en aguas profundas tienden a aumentar su tamaño, mientras sus parientes suelen ser más pequeños en otras partes. Unos ejemplos clásicos son los del calamar gigante, el cangrejo gigante japonés (Macrocheira kaempferi), el pez remo gigante (Regalecus glesne), el anfípodo gigante (Eurythenes gryllis), el pulpo de siete brazos (Haliphron atlanticus), el isópodo gigante y el calamar colosal (Mesonychoteuthis hamiltoni). Los parientes de dichas especies suelen ser más pequeños en otras partes.
Algunas especies de peces grandes como el tiburón de Groenlandia (Somniosus microcephalus) o el tiburón dormilón del Pacífico (Somniosus pacificus), no se consideran ejemplos ya que visitan la superficie y no son más grandes que las especies similares que habitan en aguas poco profundas, como el tiburón blanco (Carcharodon carcharias).

## Causas
No se sabe si el gigantismo abisal se produce como resultado de la adaptación a la mayor escasez de recursos y alimentos (por lo tanto, que retrasan la madurez sexual y el consiguiente aumento de tamaño), la mayor presión, la menor temperatura, o por otras razones.
En el caso de crustáceos marinos, se ha propuesto que el aumento en el tamaño con la profundidad se produce por las mismas razones como el aumento en el tamaño con la latitud (regla de Bergmann): ambas tendencias implican el aumento de tamaño con disminución de la temperatura. La tendencia con profundidad se ha observado en misidáceos, eufausiáceos, decápodos, isópodos y anfípodos. La tendencia con la latitud se ha observado en algunos de los mismos grupos, tanto en las comparaciones de especies relacionadas, así como dentro de las especies de amplia distribución. Se cree disminución de la temperatura para dar como resultado el aumento del tamaño celular y la mayor vida útil, ambos de los cuales conducen a un aumento en el tamaño máximo de cuerpo (crecimiento continuo durante toda la vida es característico de los crustáceos). En el Ártico y los mares antárticos donde hay un reducido gradiente vertical de temperatura, también hay una tendencia reducida hacia el aumento de tamaño del cuerpo con la profundidad, argumentando en contra de que la presión hidrostática sea un factor importante.
La temperatura no parecen tener un papel similar para influir en el tamaño de los gusanos de tubo gigantes. Riftia pachyptila, que vive en las comunidades de los respiraderos hidrotérmicos a temperaturas ambiente de 2-30 C, alcanza longitudes de 2,7 m, comparables a los de Lamellibrachia luymesi, que vive en las surgencias frías. El primero, sin embargo, tiene altas tasas de crecimiento y los ciclos de vida cortos de aproximadamente 2 años, mientras que el segundo es de crecimiento lento y pueden vivir más de 250 años.

## Galería

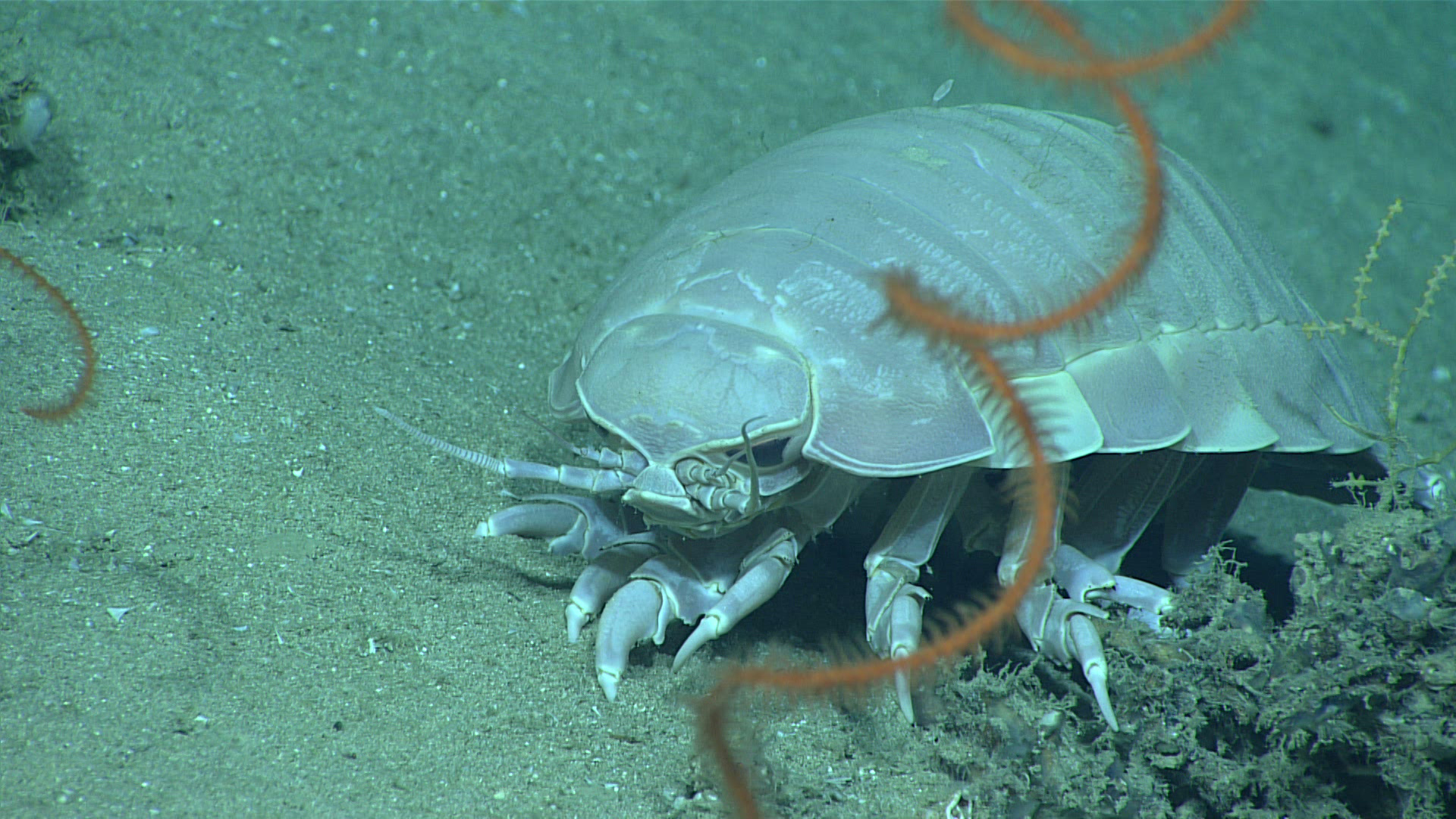
El isópodo gigante (Bathynomus giganteus) puede crecer hasta 0.76 metros de longitud.
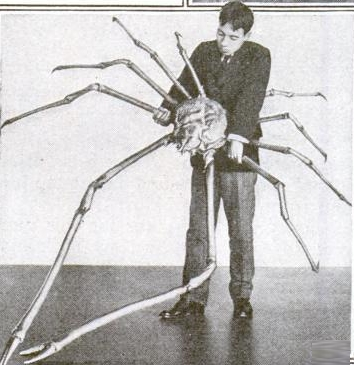
Cangrejo gigante japonés (Macrocheira kaempferi), cuyas patas pueden tener 1.5 metros de longitud.
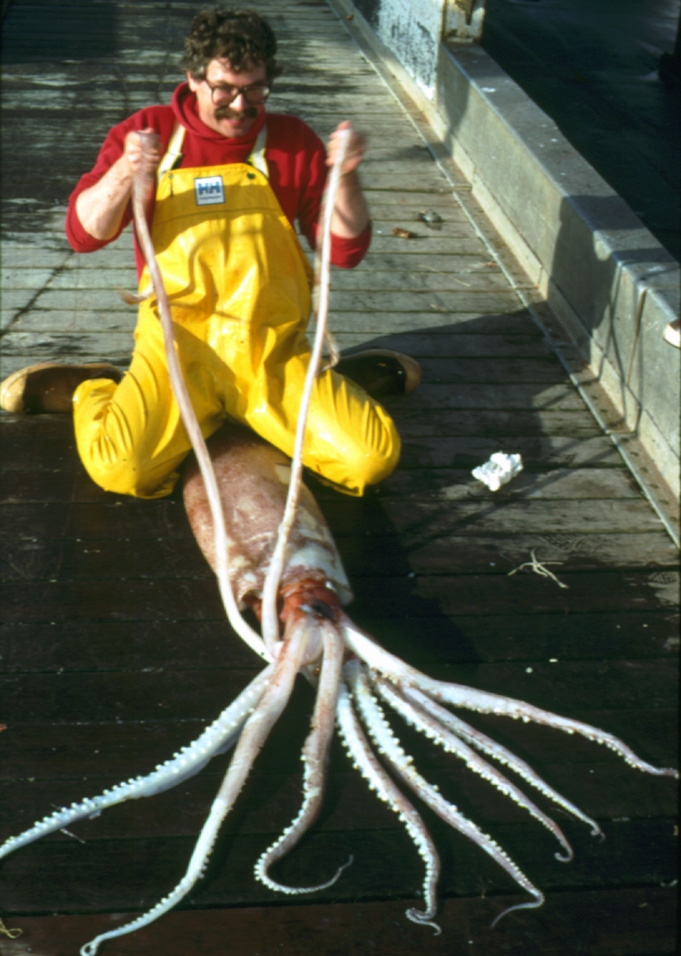
Moroteuthis robusta, que puede alcanzar 2 metros de longitud, capturado en Alaska.
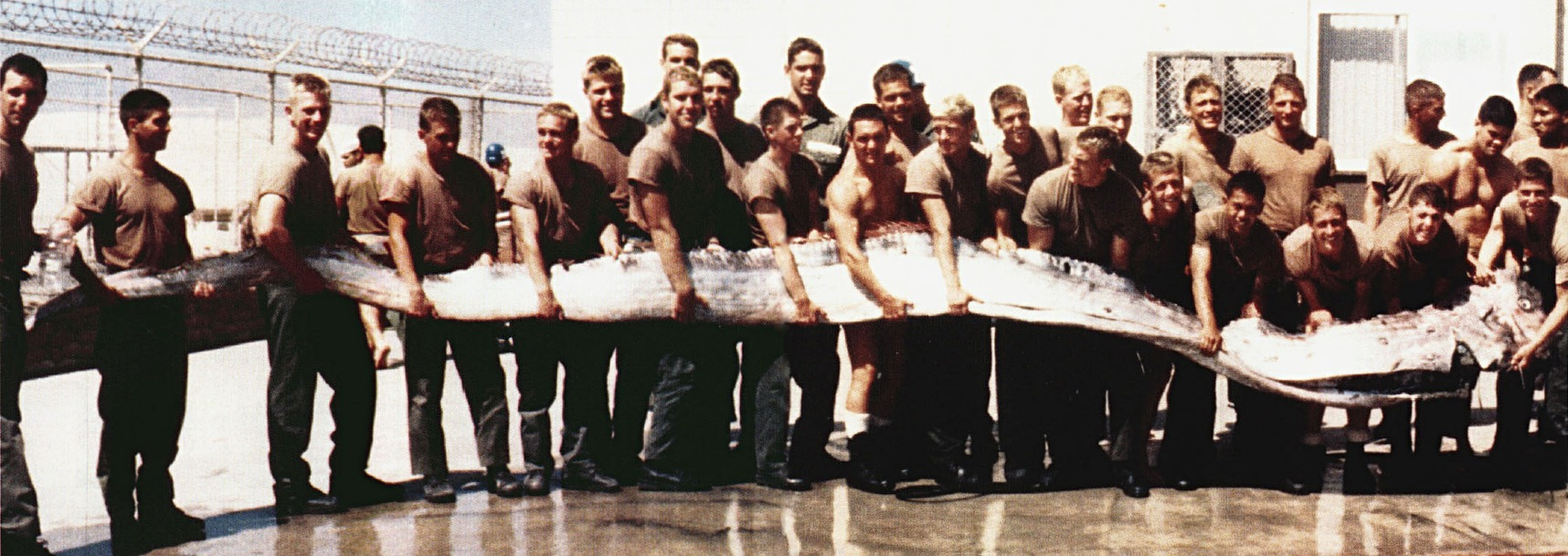
Pez remo gigante de 7 metros de largo capturado por SEALs en California.